# Nikita Zadorov
Nikita Sergueïevitch Zadorov - en russe : Никита Сергеевич Задоров - (né le 16 avril 1995 à Moscou en Russie) est un joueur professionnel russe de hockey sur glace. Il évolue au poste de défenseur,.

## Biographie

### Carrière en club
Formé au HK CSKA Moscou, il débute en 2011 dans la Molodiojnaïa Hokkeïnaïa Liga avec la Krasnaïa Armia, l'équipe junior du CSKA. Il est sélectionné au premier tour, en quatrième position lors du repêchage d'entrée dans la KHL 2012 par le CSKA qui le protège pour conserver ses droits. Il est choisi au premier tour, en neuvième position lors de la sélection européenne 2012 de la Ligue canadienne de hockey par les Knights de London. Il décide alors de partir en Amérique du Nord pour jouer dans la Ligue de hockey de l'Ontario. Il est choisi en seizième position par les Sabres de Buffalo lors du repêchage d'entrée dans la LNH 2013. Le 19 octobre 2013, il joue son premier match dans la Ligue nationale de hockey avec les Sabres face à l'Avalanche du Colorado. Quatre jours plus tard, il marque son premier but face aux Bruins de Boston.
Le 26 juin 2015, il est échangé à l'Avalanche du Colorado en compagnie de Mikhaïl Grigorenko, J. T. Compher et un choix de deuxième tour pour 2015 contre Ryan O'Reilly et Jamie McGinn.
Après un séjour de cinq saisons avec l'Avalanche, il est échangé aux Blackhawks de Chicago avec Anton Lindholm en retour de Brandon Saad et Dennis Gilbert, le 10 octobre 2020.
Le 28 juillet 2021, il passe aux mains des Flames de Calgary. Puis en novembre 2023, il demande aux Flames de l'échanger. Son voeu est exaucé trois semaines plus tard puisqu'il est échangé aux Canucks de Vancouver. En retour, les Flames reçoivent un choix de 5e ronde en 2024 et un choix de 3e ronde en 2026.

### Carrière internationale
Il représente la Russie au niveau international. Il prend part aux sélections jeunes.

## Statistiques

### En club
| Saison     | Équipe                 | Ligue          |     | Saison régulière | Saison régulière | Saison régulière | Saison régulière | Saison régulière |   | Séries éliminatoires | Séries éliminatoires | Séries éliminatoires | Séries éliminatoires | Séries éliminatoires |
| Saison     | Équipe                 | Ligue          | PJ  | B                | A                | Pts              | Pun              | PJ               | B | A                    | Pts                  | Pun                  |                      |                      |
| 2011-2012  | Krasnaïa Armia         | MHL            | 41  | 2                | 4                | 6                | 63               | 8                | 0 | 0                    | 0                    | 0                    |                      |                      |
| 2012-2013  | Knights de London      | LHO            | 63  | 6                | 19               | 25               | 54               | 20               | 2 | 4                    | 6                    | 36                   |                      |                      |
| 2013       | Knights de London      | Coupe Memorial | -   | -                | -                | -                | -                | 5                | 2 | 0                    | 2                    | 2                    |                      |                      |
| 2013-2014  | Sabres de Buffalo      | LNH            | 7   | 1                | 0                | 1                | 4                | -                | - | -                    | -                    | -                    |                      |                      |
| 2013-2014  | Knights de London      | LHO            | 36  | 11               | 19               | 30               | 43               | 9                | 4 | 5                    | 9                    | 16                   |                      |                      |
| 2014-2015  | Sabres de Buffalo      | LNH            | 60  | 3                | 12               | 15               | 55               | -                | - | -                    | -                    | -                    |                      |                      |
| 2015-2016  | Avalanche du Colorado  | LAH            | 22  | 0                | 2                | 2                | 12               | -                | - | -                    | -                    | -                    |                      |                      |
| 2015-2016  | Rampage de San Antonio | LAH            | 52  | 10               | 19               | 29               | 90               | -                | - | -                    | -                    | -                    |                      |                      |
| 2016-2017  | Avalanche du Colorado  | LNH            | 56  | 0                | 10               | 10               | 73               | -                | - | -                    | -                    | -                    |                      |                      |
| 2017-2018  | Avalanche du Colorado  | LNH            | 77  | 7                | 13               | 20               | 103              | 6                | 1 | 2                    | 3                    | 32                   |                      |                      |
| 2018-2019  | Avalanche du Colorado  | LNH            | 70  | 7                | 7                | 14               | 75               | 12               | 0 | 0                    | 0                    | 24                   |                      |                      |
| 2019-2020  | Avalanche du Colorado  | LNH            | 64  | 4                | 9                | 13               | 65               | 15               | 3 | 2                    | 5                    | 18                   |                      |                      |
| 2020-2021  | Blackhawks de Chicago  | LNH            | 55  | 1                | 7                | 8                | 36               | -                | - | -                    | -                    | -                    |                      |                      |
| 2021-2022  | Flames de Calgary      | LNH            | 74  | 4                | 18               | 22               | 77               | 12               | 0 | 3                    | 3                    | 24                   |                      |                      |
| 2022-2023  | Flames de Calgary      | LNH            | 82  | 14               | 7                | 21               | 80               | -                | - | -                    | -                    | -                    |                      |                      |
| 2023-2024  | Flames de Calgary      | LNH            | 21  | 1                | 5                | 6                | 23               | -                | - | -                    | -                    | -                    |                      |                      |
| 2023-2024  | Canucks de Vancouver   | LNH            | 54  | 5                | 9                | 14               | 102              | 13               | 4 | 4                    | 8                    | 26                   |                      |                      |
| Totaux LNH | Totaux LNH             | Totaux LNH     | 642 | 47               | 99               | 146              | 701              | 58               | 8 | 11                   | 19                   | 124                  |                      |                      |

### En équipe nationale
| Année | Équipe                       | Compétition                          |   | PJ | B | A | Pts | Pun | +/-                |  | Résultat |
| 2012  | Russie                       | Championnat du monde moins de 18 ans | 6 | 2  | 0 | 2 | 4   | +4  | Cinquième place    |  |          |
| 2014  | Russie                       | Championnat du monde junior          | 7 | 4  | 1 | 5 | 6   | +4  | Médaille de bronze |  |          |
| 2019  | Russie                       | Championnat du monde                 | 9 | 0  | 1 | 1 | 14  | +4  | Médaille de bronze |  |          |
| 2021  | ROC (Comité olympique russe) | Championnat du monde                 | 8 | 0  | 3 | 3 | 2   | +11 | Cinquième place    |  |          |